# Beauvain
Beauvain (bo.vɛ̃ⓘ) es una población y comuna francesa, situada en la región de Baja Normandía, departamento de Orne, en el distrito de Alençon y cantón de Carrouges.

## Demografía
| 272 | 240 | 212 | 177 | 166 | 253 |
| Para los censos de 1962 a 1999 la población legal corresponde a la población sin duplicidades (Fuente: INSEE [Consultar]) |     |     |     |     |     |